# Jean-René Lestin
Jean-René Lestin (Périgueux, 20 juin 1871-Toulon, 25 septembre 1911), est un mécanicien de marine français.

## Biographie
Il entre dans la marine comme ouvrier mécanicien en décembre 1890. Il est promu quartier-maître en février 1891. Blessé le 23 janvier 1893, en service commandé sur le garde-côtes Caïman, il est nommé maître mécanicien en avril 1900 et embarque  sur le contre-torpilleur Téméraire de 1900 à 1903.
Premier maître  en juin 1903),  il embarque de nouveau à bord du Caïman de 1903 à 1904, puis sur le contre-torpilleur Épée de 1904 à 1905, sur le croiseur Descartes de 1905 à 1907 enfin à bord du contre-torpilleur Baliste de 1907 à 1909, à bord duquel il prend part à une campagne au Maroc . 
En 1909, il embarque sur la Pertuisane puis est promu ingénieur mécanicien principal (4 galons or) en avril 1910 avant d'embarquer sur le croiseur Dupleix à Cherbourg. 
Affecté sur le cuirassé Liberté à Toulon en 1911, il meurt dans l’explosion spontanée des poudres du bâtiment le 25 septembre 1911. Une plaque commémorative située le hall d'entrée de la cité scolaire Bertran-de-Born de Périgueux rappelle le courage de Jean-René Lestin et les circonstances de sa mort.
Une rue porte son nom à Périgueux.
Un contre-torpilleur, le Mécanicien Principal Lestin, a été nommé en son honneur.